# Anastatus pipunculi
Anastatus pipunculi är en stekelart som beskrevs av Perkins 1906. Anastatus pipunculi ingår i släktet Anastatus och familjen hoppglanssteklar. Inga underarter finns listade i Catalogue of Life.